# Porphyrinia nuga
Porphyrinia nuga är en fjärilsart som beskrevs av Pieter Cornelius Tobias Snellen 1872. Porphyrinia nuga ingår i släktet Porphyrinia och familjen nattflyn. Inga underarter finns listade i Catalogue of Life.